# Richard Mansfield (attore)
Richard Mansfield (Berlino, 24 maggio 1857 – New London, 30 agosto 1907) è stato un attore statunitense, nato in Germania.

## Biografia

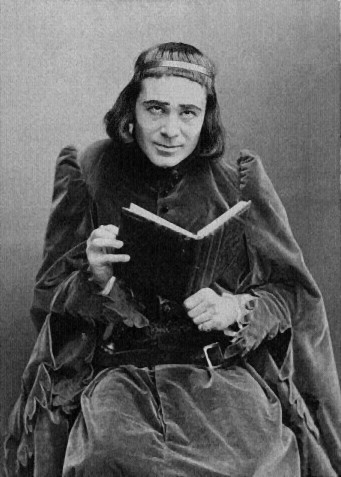
Mansfield che interpreta Riccardo III (1889)

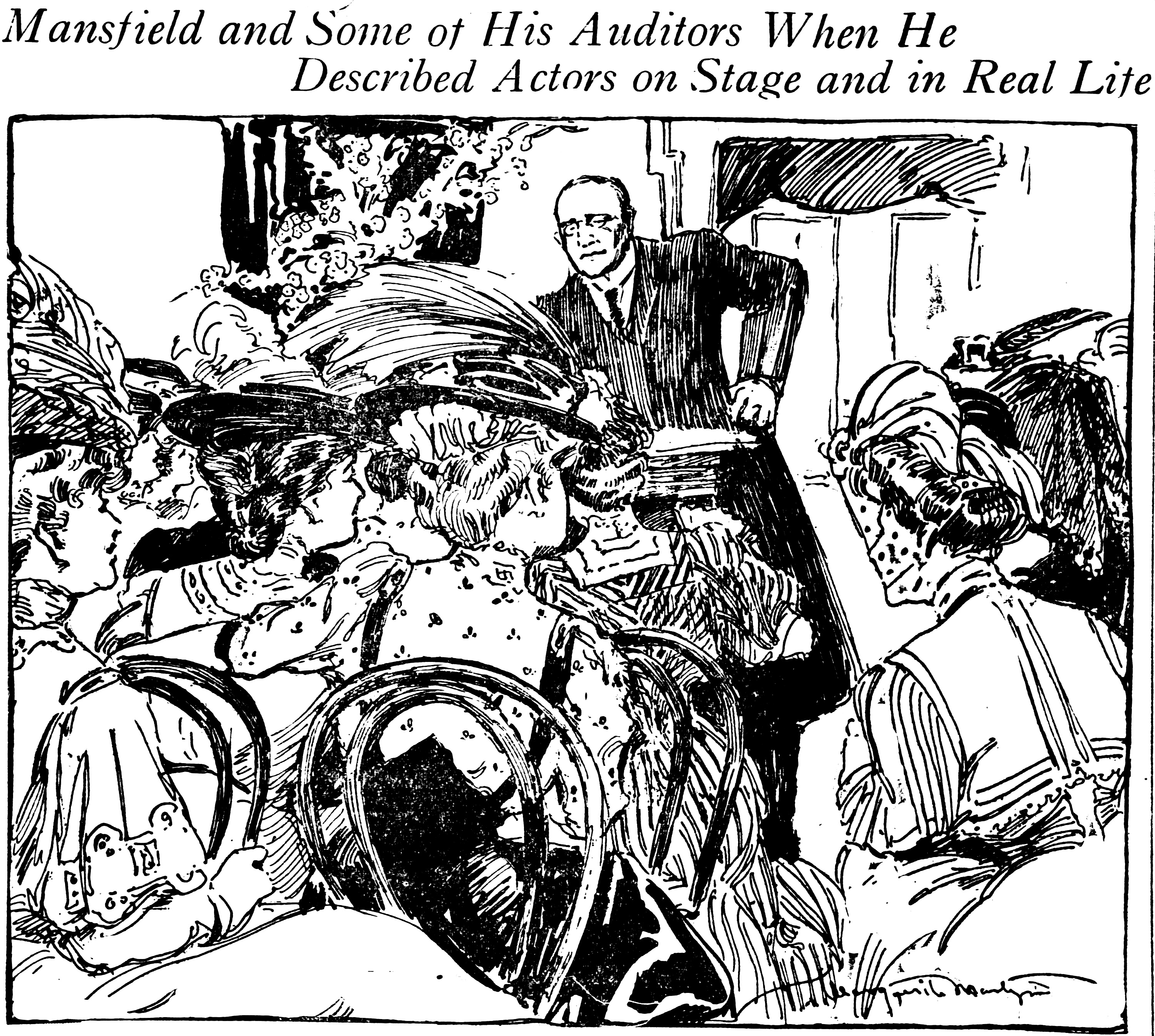
Mansfield durante una conferenza ad un pubblico femminile di Saint Louis, 1906, disegnato da Marguerite Martyn

Richard Mansfield nacque a Berlino nel 1857, figlio del soprano operistico Erminia Rudersdoff e del suo secondo marito, il mercante di vini inglese Maurice Mansfield, mentre sua madre era in tournée in Europa.
Nel 1872, arrivò per la prima volta a New York, dove seguì corsi di formazione per il canto, per la pittura e la recitazione.
Tornò in Inghilterra nel 1877 e durante i successivi sei anni riscosse un moderato successo come cantante di operetta, principalmente di Jean Gilbert e Arthur Sullivan.
Rientrato negli Stati Uniti, nel 1882, si orientò al dramma parlato ottenendo
alcuni grandi successi, ad iniziare dalla riduzione scenica di A Parisian Romance (Un romanzo parigino, 1882) di Octave Feuillet,rappresentato sotto la direzione dell'impresario Albert Marshman Palmer.
Negli anni successivi adattò l'opera di Robert Louis Stevenson Lo strano caso del dottor Jekyll e del signor Hyde (1887), dove dimostrò tutta la sua versatilità: le sue scene di trasformazione erano così realistiche che alcune donne del pubblico svenivano e alcuni spettatori avevano paura di tornare a casa da soli. 
Al tempo degli omicidi di Jack lo squartatore, Mansfield stava recitando a Londra al Lyceum Theatre e ricevette qualche critica e fu sospettato di essere lui Jack lo squartatore, data la sua convincente trasformazione in scena nell'opera di Stevenson.
Nei successivi vent'anni conservò la sua fama di attore imprevedibile, abile,sensibile e preparato, interpretando Riccardo III (1889), Beau Brummell (1890), la riduzione del testo de La lettera scarlatta, Shylock (1893), Cyrano de Bergerac (1898).
Nel 1894 Mansfield rappresentò Arms and the Man a New York, la prima produzione di un'opera teatrale di George Bernard Shaw in America, e si distinse anche per le pregevoli interpretazioni, tra i moderni, di Lev Tolstoj e Henrik Ibsen.
Nel 1906 la sua rappresentazione di Peer Gynt di Ibsen fu un successo negli Stati Uniti, ma, durante la tournée, Mansfield evidenziò grandi problemi di salute.
Richard Mansfield morì poco dopo, il 30 agosto 1907, a causa di un cancro al fegato.
Dopo la sua morte, il The New York Times affermò: «Era il più grande attore della sua ora e uno dei più grandi di tutti i tempi».